# Poppenbøl Sogn
Poppenbøl Sogn (på tysk Kirchspiel Poppenbüll) er et sogn i det sydvestlige Sydslesvig, tidligere i Everschop Herred (Landskabet Ejdersted), nu i Poppenbøl Kommune i Nordfrislands Kreds i delstaten Slesvig-Holsten. 
I Poppenbøl Sogn findes flg. stednavne:
- Bodshørn
- Bollingværft
- Klerenbøl
- Helmfleth
- Nikkelsværft
- Poppenbøl
- Schweinsgaarde